# Convento de los Josepets (Alcanar)
El convento de los Josepets  es un edificio religioso de la población de Alcanar -situado en la carretera antigua dirección hacia Las Casas de Alcanar-, perteneciente a la comarca catalana del Montsiá en la provincia de Tarragona. Es un edificio religioso de estilo ecléctico incluido en el Inventario del Patrimonio Arquitectónico de Cataluña y protegida como Bien Cultural de Interés Local.

## Historia

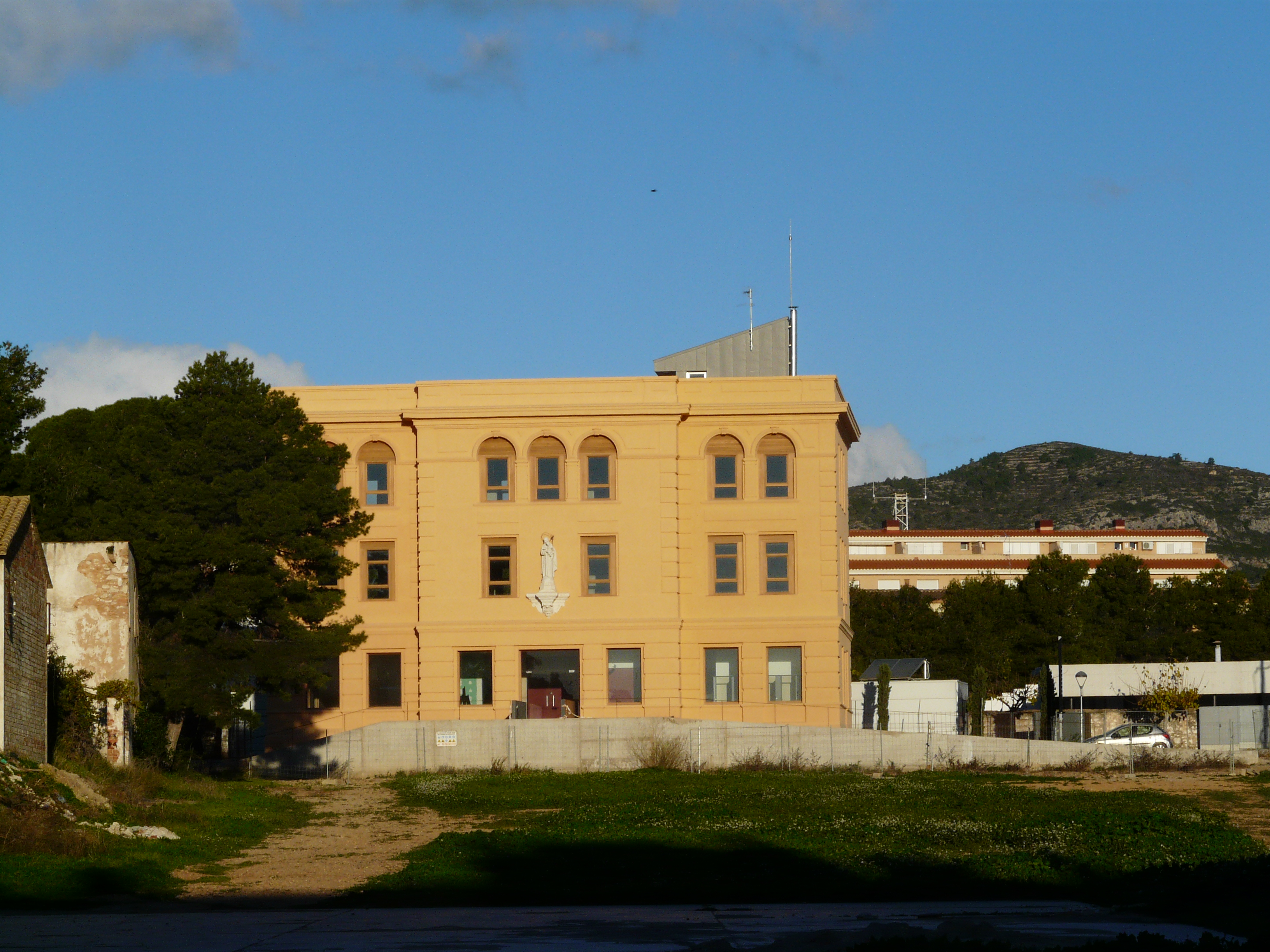
Vista general del Convento de los Josepets.

Se trata de la casa de vacaciones de los «Josepets de Tortosa», Hermandad de Sacerdotes Operarios Diocesanos, fundados por el sacerdote Manuel Domingo y Sol (1836-1909) de Tortosa. Estaban dedicados al fomento y cuidado de las vocaciones sacerdotales y religiosas, a la educación de la juventud y la devoción a la eucaristía. En 1873, Domingo y Sol creó el Colegio de San José de Tortosa para seminaristas. Posteriormente fundó los de Valencia, Murcia y Orihuela.
Posteriormente, ha servido de colegio público, centro de acogida para niños y hogar de jubilados. En los años noventa fue cedido al ayuntamiento y actualmente se está rehabilitando para dedicarlo a albergue de turismo.
La casa de vacaciones de los Josepets corresponde a corrientes estéticas posteriores al modernismo, con un cierto regusto de novecentismo.

## Descripción

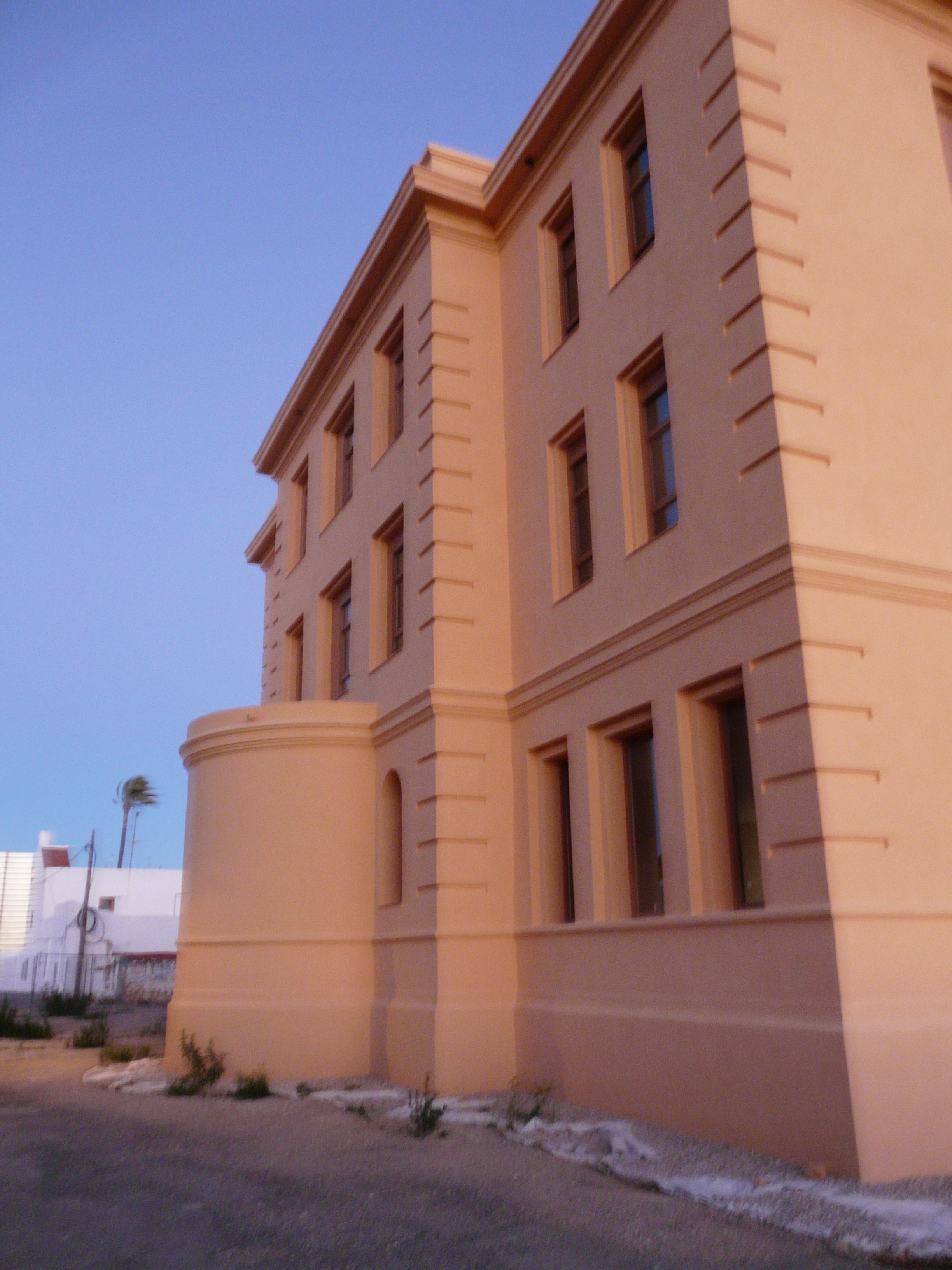
De la fachada posterior sobresale el volumen semicilíndrico del ábside de la capilla.

Es un edificio de planta rectangular, con semisótano, planta baja y dos pisos. Las cuatro fachadas están estructuradas en dos registros horizontales separados por una moldura, situada sobre el nivel de planta baja. Aparte de esto, la edificación está coronada por una cornisa, mayor que la anterior, y una balaustrada de obra. La cubierta es una azotea.
La fachada principal y la posterior tienen un cuerpo central más avanzado, que comprende tres aberturas por piso. En la planta baja, en el sector central posterior sobresale el ábside de la capilla. A cada lado del cuerpo que sobresale, hay dos ventanas por piso. En la parte posterior, las aberturas, se disponen de manera irregular y en las fachadas laterales se muestra tres aberturas por piso. Las ventanas del segundo piso de la fachada principal son de arco de medio punto; el resto, cuadrangulares. Todo el edificio está revocado, simulando sillares en los ángulos.